# Kazuo Niibori
Kazuo Niibori (新堀 和男 Nībori Kazuo?) (Ibaraki, Japón 23 de febrero de 1955) es un actor de acrobacias y director de acción japonés, muy conocido por su carrera de actor de traje de los 15 primeros guerreros rojos en las series Super Sentai. Es el presidente de su propia compañía de acción/acrobacias llamada Red Entertainment Deliver (レッド・エンタテインメント・デリヴァー Reddo Entateinmento Derivā?).

## Filmografía

### Director de acción

#### Drama TV
- Kyōryū Sentai Zyuranger (1992)
- Blue SWAT (1994)
- Ninja Sentai Kakuranger (1994)
- Chōriki Sentai Ohranger (1995)
- Juukou B-Fighter (1995)
- B-Fighter Kabuto (1996)
- Gekisō Sentai Carranger (1996)
- Purple Eyes in the Dark (1996)
- Seijū Sentai Gingaman (1998)
- Voicelugger (1999)
- Hyakujū Sentai Gaoranger (2001)
- Ninpuu Sentai Hurricaneger (2002)
- Kamen Rider Blade (2004)
- Tokusou Sentai Dekaranger (2004)
- Mahō Sentai Magiranger (2005)
- Juken Sentai Gekiranger (2007)
- Kamen Rider Kiva (2008)

#### Película
- Engine Sentai Go-onger: Boom Boom! Bang Bang! GekijōBang!! (2008)

### Actor

#### Drama TV
- Kaizoku Sentai Gokaiger (2011): Masa (episodio 34)
- Unofficial Sentai Akibaranger (2012): Himself

#### Película
- Juken Sentai Gekiranger: Nei-Nei! Hou-Hou! Hong Kong Decisive Battle (2007): Artista marcial
- Heisei Riders vs. Shōwa Riders: Kamen Rider Taisen feat. Super Sentai (2014): Worker
- Dōbutsu Sentai Zyuohger Returns: Life Received! The Earth's Monarchs' Decisive Battle! (28 de junio de 2017): Concursante marcial

### Actor de dobles

#### Drama TV
- Kenji-kun (1971)
- Playgirl (1971)
- Kamen Rider (1971): Shocker Combatman, Kamen Rider 1, Kamen Rider 2
- Kamen Rider V3 (1973): Kamen Rider 1
- Kamen Rider X (1974): Kamen Rider X
- Kamen Rider Amazon (1974): Kamen Rider Amazon
- Himitsu Sentai Gorenger (1975): Akarenger
- Kamen Rider Stronger (1975) - Kamen Rider Stronger
- Daitetsujin 17 (1977): 17
- Battle Fever J (1979): Battle Japan
- Denshi Sentai Denjiman (1980): Denzi Red
- Taiyō Sentai Sun Vulcan (1981): Vul Eagle
- Dai Sentai Goggle V (1982): Goggle Red
- Kagaku Sentai Dynaman (1983): Dyna Red
- Chōdenshi Bioman (1984): Red One
- Dengeki Sentai Changeman (1985): Change Dragon
- Chōshinsei Flashman (1986): Red Flash
- Hikari Sentai Maskman (1987): Red Mask
- Chōjū Sentai Liveman (1988): Red Falcon
- Kousoku Sentai Turboranger (1989): Red Turbo
- Chikyū Sentai Fiveman (1990): Five Red
- Choujin Sentai Jetman (1991): Red Hawk

#### Película
- ESPY
- Himitsu Sentai Gorenger: The Movie (1975): Akarenger
- Himitsu Sentai Gorenger: The Blue Fortress (1975): Akarenger
- Himitsu Sentai Gorenger: The Red Death Match (1976): Akarenger
- Himitsu Sentai Gorenger: Fire Mountain's Deadly Explosion (1976): Akarenger
- Himitsu Sentai Gorenger: The Bomb Hurricane (1976): Akarenger
- Battle Fever J (1979): Battle Japan
- Denshi Sentai Denjiman (1980): Denzi Red
- Taiyō Sentai Sun Vulcan (1981): Vul Eagle
- Dai Sentai Goggle V (1982): Goggle Red
- Kagaku Sentai Dynaman (1983): Dyna Red
- Chōdenshi Bioman (1984): Red One
- Dengeki Sentai Changeman (1985): Change Dragon
- Dengeki Sentai Changeman: Shuttle Base! Close Call (1985): Change Dragon
- Chōshinsei Flashman (1986): Red Flash
- Chōshinsei Flashman: Big Rally! Titan Boy (1986): Red Flash
- Hikari Sentai Maskman (1987): Red Mask
- Kousoku Sentai Turboranger (1989): Red Turbo
- Kamen Rider Kiva: King of the Castle in the Demon World (2008): Kamen Rider Arc
- Gokaiger Goseiger Super Sentai 199 Hero Great Battle (2011): Akarenger, Red Turbo
- Kamen Rider × Super Sentai: Super Hero Taisen (2012)

#### V-Cinema
- Hyakujū Sentai Gaoranger vs. Super Sentai (2001): Red Falcon